# Lijmhechtingsmechanismen

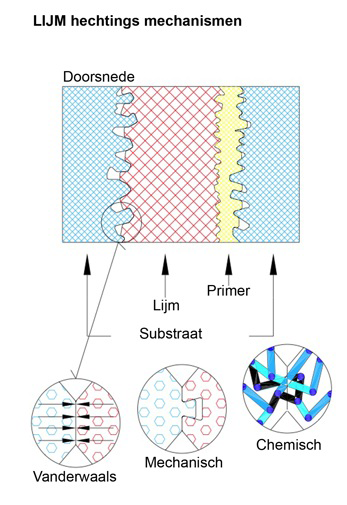
Principiële werking van de lijmhechtingsmechanismen

Lijmhechtingsmechanismen verklaren waarom verschillende materialen aan elkaar blijven plakken.
Bij het lijmen worden twee (verschillende) materialen aan elkaar bevestigd. De materialen blijven na het lijmen met elkaar verbonden door een, of een combinatie, van de volgende hechtmechanismen.

## Vanderwaalshechting
Als moleculen heel dicht bij elkaar komen, dan komen de vanderwaalskrachten in beeld. Deze vanderwaalskrachten zijn de belangrijkste krachten in het lijmhechtingsmechanismen.
In de natuur gebruikt de gekko de vanderwaalskrachten om zonder problemen ondersteboven langs een glad plafond te lopen.

## Mechanische hechting
Bij ruwe oppervlakten haken de verschillende materialen in elkaar waardoor er een mechanische verbinding tussen de twee materialen ontstaat.
Vroeger dacht men dat de verlijmde materialen aan elkaar bleven zitten omdat ze mechanisch aan elkaar verankerd waren. Deze theorie moest herzien nadat ontdekt was dat bij gladde oppervlakten (glas) verlijming ook mogelijk was.

## Chemische hechting
Bij een chemische hechting wordt op molecuul niveau er een verbinding gemaakt tussen de verschillende materialen. Een chemische verbinding tussen de materialen kan ook ontstaan als het materiaal wordt gesmolten en tegen elkaar wordt gedrukt. Het vloeit dan in elkaar over.